# Хектор (тауншип, Миннесота)
Хектор (англ. Hector) — тауншип в округе Ренвилл, Миннесота, США. На 2000 год его население составило 248 человек.

## География
По данным Бюро переписи населения США площадь тауншипа составляет 90,0 км², из которых 90,0 км² занимает суша, водоёмов нет.

## Демография
По данным переписи населения 2000 года здесь находились 248 человек, 101 домохозяйство и 71 семья.  Плотность населения —  2,8 чел./км².  На территории тауншипа расположено 118 построек со средней плотностью 1,3 построек на один квадратный километр. Расовый состав населения: 99,60 % белых и 0,40 % азиатов.
Из 101 домохозяйства в 27,7 % воспитывались дети до 18 лет, в 64,4 % проживали супружеские пары, в 3,0 % проживали незамужние женщины и в 29,7 % домохозяйств проживали несемейные люди. 22,8 % домохозяйств состояли из одного человека, при том 9,9 % из — одиноких пожилых людей старше 65 лет. Средний размер домохозяйства — 2,46, а семьи — 2,92 человека.
23,0 % населения — младше 18 лет, 6,5 % — в возрасте от 18 до 24 лет, 24,2 % — от 25 до 44, 25,8 % — от 45 до 64, и 20,6 % — старше 65 лет. Средний возраст — 41 год. На каждые 100 женщин приходилось 123,4 мужчин.  На каждые 100 женщин старше 18 приходилось 114,6 мужчин.
Средний годовой доход домохозяйства составлял 45 313 долларов, а средний годовой доход семьи —  46 563 доллара. Средний доход мужчин —  28 929  долларов, в то время как у женщин — 19 167. Доход на душу населения составил 17 645 долларов. За чертой бедности находились 2,7 % семей и 2,7 % всего населения тауншипа.